# 予測統治
予測統治(フューターキー)とは、経済学者 ロビン・ハンソン によって提唱された 政府 の一形態であり、選挙で選ばれた役人が国民の幸福の尺度を定義し、 予測市場 を使って、どの政策が最も良い効果をもたらすかを決定する。
ニューヨーク・タイムズ   によって、2008年の流行語として命名された 。 フューターキーというアイデアはその後、 ブロックチェーン とDAO の文脈で提唱された。

## 批判
私は、予測統治(フューターキー)の将来には、それがうまくいきそうだとしても、賭けないだろう。 ロビンは「価値観にもとづき投票し、信念にもとづいて賭ける」と言うが、価値観と信念はそう簡単に切り離せるものではないと思う。
—Tyler Cowen

## 引用
1. ↑  Hanson, Robin (2013-06). “Shall We Vote on Values, But Bet on Beliefs?” (英語). Journal of Political Philosophy 21 (2):  151–178. doi:10.1111/jopp.12008. ISSN 0963-8016.
2. ↑  Leibovich, Mark; Barrett, Grant (2008年12月21日). “The Buzzwords of 2008”. Week in Review (The New York Times) 2010年7月23日閲覧。
3. ↑  Rennie, Ellie; Potts, Jason. “The DAO: a radical experiment that could be the future of decentralised governance” (英語). The Conversation 2020年12月26日閲覧。
4. ↑  Cowen, Tyler (2007年8月4日). “Where do I disagree with Robin Hanson?”. Marginal Revolution. 2010年7月23日閲覧。